# Església de la Puríssima Sang (Reus)
L'Església de la Puríssima Sang o Església de la Sang, és un edifici del municipi de Reus (Baix Camp) inclòs en l'Inventari del Patrimoni Arquitectònic de Catalunya, situada a la plaça a la qual dona nom.

## Descripció

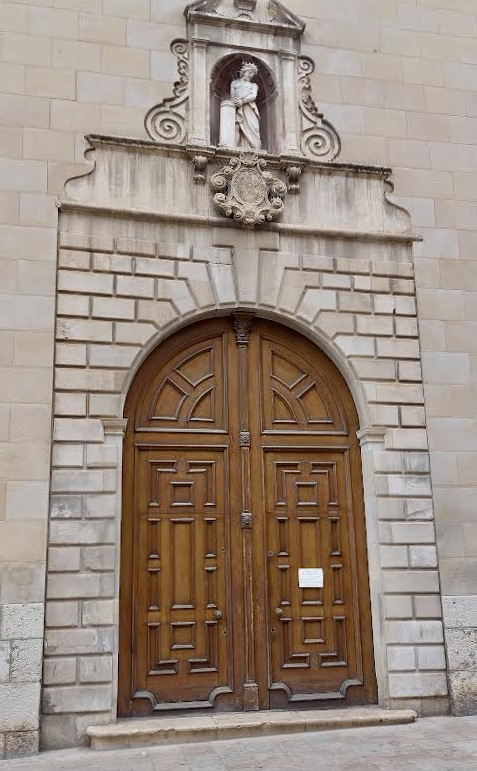
Portal de l'església de la Sang

La porta d'accés al temple és de doble fulla i té un arc de mig punt. Per damunt mateix, on hi ha la peça clau, hi ha un escut amb les cinc gotes de sang. Seguint la vertical de l'eix de la façana hi ha una fornícula amb una imatge de Crist a la columna, i un rosetó. A dalt de tot hi ha un timpà que abraça el cos central de la façana. En el vèrtex superior del triangle hi ha una creu.
A l'alçada del timpà, i en l'extrem més oest hi ha un petit campanar. A la part inferior hi ha un aplacat de pedra, que marca les tres filades. Als dos laterals de la porta principal hi ha dos fanals.
El més digne de menció que es conserva d'aquesta església és l'antic crucifix de talla, construït i encarregat per la Confraria l'any 1565 a l'escultor austríac Perris Hostri, o Ostri, que també va treballar l'altar major de la Prioral de Sant Pere.
Al davant de l'església, a la plaça (la plaça de la Sang), hi ha una font de pedra amb la pica circular a la qual s'aboquen quatre canelles i està centrada per una creu, també de pedra. Tot està situat al damunt d'un reng d'escales també circular. Es va construir el 1779, segons la data que hi ha esculpida. La creu s'aixecava abans al camí de Riudoms.

## Història
En el 1555 es fundà la Confraria de la Puríssima Sang de Nostre Senyor Jesucrist, la qual s'allotjà a l'església de Sant Pere fins al 1577, any en què es va començar l'edificació d'una petita església fora muralla, davant l'hospital, vora el camí de Valls. El 1759 aquesta confraria és elevada a congregació per una butlla pontifícia de Climent XIII. L'edifici antic es va refer i ampliar, i el 1703 es va posar la primera pedra, amb la benedicció de l'arquebisbe de Tarragona Josep Llinàs i Aznar. L'arxiver reusenc Saldoni Vilà diu que en el seu temps (1787) hi havia algunes capellanies que depenien d'aquesta església, les quals tenien l'obligació de resar el rosari cada tarda i les tardes dels diumenges havien d'ensenyar doctrina gratuïtament als nens i nenes de Reus. Diu també que l'altar de l'església tenia dues cares i s'hi poden dir dues misses alhora. Posseïa, segons Vilà, el dret d'immunitat i asil per als fugitius que es refugiessin allí, segons una butlla de Climent XIV i una Reial Cèdula de Carles III de 1773.
L'any 1878 l'edifici passà a ser església parroquial.
L'església va patir un incendi el 21 de juliol de 1936 durant els episodis revolucionaris als inicis de la guerra civil. El 1939 es va reconstruir. Té una sola nau amb vuit capelles laterals i una coberta a dues aigües. L'altar principal mostra una imatge del sant Crist de la Sang, esculpida per Modest Gené l'any 1940. Damunt de la sagristia hi ha una sala noble de forma rectangular on es reuneix la junta de la Congregació, decorada amb pintures ben conservades que daten del segle xix.